# 天藍樸麗魚
天藍樸麗魚，為輻鰭魚綱鱸形目隆頭魚亞目慈鯛科的其中一種，被IUCN列為易危保育類動物，分布於非洲維多利亞湖近坦尚尼亞Speke灣流域，為特有種，體長可達9.6公分，棲息在岩石底質水域，屬肉食性，以浮游生物為食，生活習性不明。

## 擴展閱讀
維基物種上的相關：天藍樸麗魚